# G-Force (álbum)
G-Force es un álbum de estudio del proyecto británico-estadounidense G-Force, publicado en 1980 por Jet Records. Tras su salida de Thin Lizzy, Gary Moore se estableció en Los Ángeles y junto con Glenn Hughes y Mark Nauseef fundó esta banda. Sin embargo, debido a su problema con el alcohol, Hughes fue reemplazado por Willie Dee (voz) y Tony Newton (bajo).
De acuerdo con Lars Lóven de Allmusic el disco contiene «riffs de hard rock y largos solos instrumentales», con un sonido que mezcla blues rock y hard rock orientada a la difusión radial. Luego de girar como teloneros de Whitesnake, la agrupación se separó antes de finalizar el año. Cabe señalar que en posteriores reediciones ha sido titulado bajo los apodos de Gary Moore's G-Force y de Gary Moore & G-Force.

## Lista de canciones
Todas las canciones escritas por Gary Moore, a menos que se indique lo contrario.

| N.º | Título                               | Escritor(es)                | Duración |  |
| 1.  | «You»                                |                             | 4:11     |  |
| 2.  | «White Knuckles/Rockin' and Rollin'» | Moore, Naussef              | 5:10     |  |
| 3.  | «She's Got You»                      | Moore, Naussef              | 4:53     |  |
| 4.  | «I Look at You»                      |                             | 6:02     |  |
| 5.  | «Because of Your Love»               | Moore, Dee, Duane Hitchings | 4:00     |  |
| 6.  | «You Kissed Me Sweetly»              | Moore, Newton, Dee          | 4:16     |  |
| 7.  | «Hot Gossip»                         |                             | 3:34     |  |
| 8.  | «The Woman's in Love»                |                             | 3:53     |  |
| 9.  | «Dancin'»                            | Moore, Naussef, Newton, Dee | 4:30     |  |

## Músicos
- Willie Dee: voz
- Gary Moore: guitarra eléctrica, coros y voz principal en «Hot Gossip» y teclados en «I Look at You» y «The Woman's in Love»
- Tony Newton: bajo
- Mark Nauseef: batería

Músicos invitados
- Joachim Kühn: teclados
- Tom Scott: saxofón en «The Woman's in Love» y arreglos de guitarra en «You Kiss Me Sweetly» y «I Look at You»